# Nicolaus Copernicus Gesamtausgabe
Nicolaus Copernicus Gesamtausgabe (Повне зібрання творів Миколая Коперника) — багатотомне німецькомовне видання праць польського астронома Миколи Коперника та історичної літератури про нього, видане з 1974 по 2004 рік. Зібрання включає всі опубліковані праці Коперника, вцілілі рукописи та нотатки, коментарі дослідників життя і творчості Коперника, його ранні біографії та каталог його ранніх портретів. Усі латинські тексти супроводжуються німецькими перекладами. Підготовка видання почалася в 1973 році на честь 500-річчя з дня народження Коперника.

## Попередні видання
1822 року з "Індексу заборонених книг" католицької церкви було вилучено основну працю Микола Коперника, "Про обертання небесних сфер". У цей час національне мислення в Європі набувало дедалі більшого значення. Це призвело до a. до підвищеного інтересу до всієї творчості та біографії астронома. Перше критичне видання всіх відомих на той час творів Коперника з польськими перекладами підготував Ян Барановський у Варшаві 1854 року. З нагоди 400-річчя народження Коперника (1873) Франц Гіплер, Максиміліан Куртце та Леопольд Фрідріх Прове опублікували обширне видання текстів, документів, а також біографії Коперника.

### Мюнхенське "Повне видання Миколи Коперніка"
У рамках підготовки до 400-річчя смерті Коперника (1943) німецькі дослідники 1941 року створили «Комісію Коперника» та розробили план критичного повного видання. У 1944 і 1949 роках було опубліковано лише два його томи під назвою «Повне видання Миколая Коперніка». Фріц Кубах брав участь у цьому виданні як редактор, Макс Каспар як голова "Комісії Коперника", а Франц Целлер і Карл Целлер як редактори. Після того, як це так зване "мюнхенське видання" не було продовжено, польський дослідник Коперника Александер Біркенмаєр розробив в середині 1950-х років план повного польського видання, перший том якого побачив світ у 1973 році.

### Нове німецьке повне видання
500-річний ювілей Коперника (1973) був відзначений у всьому світі науковими конференціями та багатьма публікаціями. В тому числі, він став приводом для нового повного видання Коперника німецькою мовою. За ініціативою Бернхарда Стікера та інших німецьких істориків науки Вальтер Герлах доручив Геріберту Марії Нобісу спланувати й опублікувати це видання за підтримки Німецького дослідницького фонду. У 1971 році під головуванням Маттіаса Шрамма була створена "Комісія Коперника" для нагляду за новим повним виданням, яка призначила Геріберта Марію Нобіса постійним секретарем. В роботі над новим виданням були використані попередні дослідження співробітників, залучених до мюнхенського видання. У результаті текстів і коментарів Коперника, опублікованих у Польщі Ришардом Гансінцем, розвинулась співпраця, яка призвела до письмової угоди з керівником Польського дослідницького центру Коперника Павлом Чарторийським того ж року. Плануючи нове німецьке повне видання, передбачалося, що другий том зможе прийняти критичний текст основної праці, який був розроблений у Польщі Юліушем Доманським та Єжи Добжицьким. Однак до цього не дійшло. Перш за все, було домовлено про обмін всією актуальною науковою інформацією. Нарешті, за схваленням польської редакції, текстокритичне видання основної праці було перероблено для німецького видання з урахуванням тексту польського видання.
Німецьке видання відрізняється від чотиритомного видання Польської академії наук насамперед повнотою. Повне видання Миколи Коперника містить усі збережені твори Коперника, листи та нотатки, навіть якщо його авторство — що особливо стосується деяких записів у книгах — є спірним.
Дослідницький центр Коперника, який очолює Геріберт М. Нобіс і відповідає за це друге мюнхенське повне видання, знаходиться в Інституті історії природничих наук Мюнхенського університету з 1989 року.
| том    | рік      | назва |
| ------ | -------- | --- |
| I      | 1974 рік | De revolutionibus. Факсиміле рукопису.                                                                                                 |
| II     | 1984 рік | De revolutionibus libri sex. Критичне видання.                                                                                         |
| III/1  | 1998 рік | Коментар до "De revolutionibus". |
| III/2  | –        | пропущено |
| III/3  | 2007 рік | De Revolutionibus. Перший німецький переклад у Грацькому рукописі. Критичне видання.                                                   |
| IV     | 2019 рік | Opera Minora. Малі математичні наукові праці. Видання, коментарі та німецькі переклади.                                                |
| V      | 1999 рік | Opera Minora. Гуманістичні, економічні та медичні твори. Тексти та німецькі переклади.                                                 |
| VI/1   | 1994 рік | Documenta Copernicana. Листи, тексти та німецькі переклади.                                                                            |
| VI/2   | 1996 рік | Documenta Copernicana. Документи, акти та повідомлення. Тексти та німецькі переклади.                                                  |
| VII    | –        | пропущено |
| VIII/1 | 2002 рік | Receptio Copernicana. Тексти про сприйняття теорії Коперника.                                                                          |
| VIII/2 | 2015 рік | Receptio Copernicana. Тексти про сприйняття теорії Коперника. Коментарі та переклади німецькою.                                        |
| IX     | 2004 рік | Biographia Copernicana. Біографії Коперника з XVI по XVIII століття. Тексти та німецькі переклади. Каталог ранніх портретів Коперника. |

## Автори
| Співробітники            | як редактор том                                     | як редактор стрічки                  | як співробітники тощо на лінії |
| ------------------------ | --------------------------------------------------- | ------------------------------------ | ------------------------------ |
| Фрідеріка Букман         |                                                     |                                      | VI/1                           |
| Ян Дороцінський          |                                                     |                                      | I                              |
| Менсо Фолкертс           | III/1, III/3, IV, V, VI/1, VI/2, VIII/1, VIII/2, IX | IV                                   | VIII/1                         |
| Юрген Хамель             |                                                     | III/3                                |                                |
| Стівен Кіршнер           | III/3, IV, VIII/1, VIII/2, IX                       | IV, V, VI/2, VIII/2, IX              | VI/1                           |
| Фріц Крафт               |                                                     |                                      | II, IV, VIII/1                 |
| Андреас Кюне             | III/3, IV, VIII/1, VIII/2, IX                       | III/3, IV, V, VI/1, VI/2, VIII/2, IX |                                |
| Уве Лак                  |                                                     |                                      | III/3, IV                      |
| Гудула Метце             |                                                     |                                      | IX                             |
| Геріберт Марія Нобіс     | I, II, III/1, III/3, V, VI/1, VI/2, VIII/1, IX      | I, II, VIII/1                        | VI/1                           |
| Анна Марія Пасторі-Нобіс |                                                     | VIII/1                               |                                |
| Фелікс Шмайдлер          |                                                     | III/1, VIII/2                        | VIII/1                         |
| Стікери Бернхарда        |                                                     | II                                   |                                |
| Єжи Затей                |                                                     |                                      | I                              |